# Blasztosz
Blasztosz (2. század) ókeresztény író.

## Élete
Ő volt a címzettje Szent Iréneusz A szakadásról című írásának, amely létrejöttének oka talán a húsvéti vita miatt fenyegető veszély, amikor a kis-ázsiaiak és I. Viktor pápa (189–199) között csaknem szakadásra került sor.